# Harold Garnet Callan
Harold Garnet Callan (Maidenhead, 5 marzo 1917 – Saint Andrews, 3 novembre 1993) è stato un biologo e zoologo britannico, oltre che uno studioso e insegnante universitario.
Socio dell'Accademia dei Lincei e della Royal Society, ha insegnato presso l'Università di Saint Andrews, la più antica università scozzese, dal 1950 al 1982.
Particolarmente importanti sono le sue ricerche sulla funzione degli acidi nucleici nel processo riproduttivo degli organismi viventi.